# Guiding Light (Mumford & Sons)
"Guiding Light" is een nummer van de Britse band Mumford & Sons. Het nummer verscheen op hun album Delta uit 2018. Op 20 september van dat jaar werd het nummer uitgebracht als de eerste single van het album.

## Achtergrond
"Guiding Light" is geschreven door alle bandleden en is geproduceerd door Paul Epworth. De band speelde het nummer voor het eerst op het Sziget-festival in 2018. Op 19 september 2018 plaatste de band een fragment van het nummer op hun Twitter-account. Een dag later ging het in première op BBC Radio 1. Zanger Marcus Mumford vertelde tijdens deze première over de single: "Het was een beest om op de plaat te krijgen. Het was hard werk. We probeerden het op verschillende manieren... dit duurde een tijdje. We schreven het ongeveer een jaar geleden, maar het duurde een tijdje voordat we het op het punt kregen dat we er tevreden mee waren."
"Guiding Light" bereikte wereldwijd de hitlijsten. In het Verenigd Koninkrijk werd de veertigste plaats in de hitlijsten bereikt, terwijl het ook in onder meer Canada, Ierland, Nieuw-Zeeland, Zweden en Zwitserland in de top 100 piekte. In Nederland werden de Top 40 en de Single Top 100 niet behaald en bleef het steken op de negende plaats in de Tipparade, terwijl het in Vlaanderen de Ultratop 50 niet haalde en op de tweede plaats in de "Bubbling Under"-lijst bleef steken. In de videoclip, uitgebracht op 17 oktober 2018, speelt de band het nummer voor het Tate Modern in Londen.

## NPO Radio 2 Top 2000
| Nummer met noteringen in de NPO Radio 2 Top 2000 | '19  | '20  |
| ------------------------------------------------ | ---- | ---- |
| Guiding Light                                    | 1770 | 1971 |

1. ↑  Een vetgedrukt getal geeft de hoogste notering aan.
2. ↑  2019 was het eerste jaar met een notering voor dit nummer.
3. ↑  Deze tabel is bijgewerkt tot en met de laatste editie (2024).